# Roadster (moto)
Pour les articles homonymes, voir Roadster.
 (février 2015).
Si vous disposez d'ouvrages ou d'articles de référence ou si vous connaissez des sites web de qualité traitant du thème abordé ici, merci de compléter l'article en donnant les références utiles à sa vérifiabilité et en les liant à la section « Notes et références ».

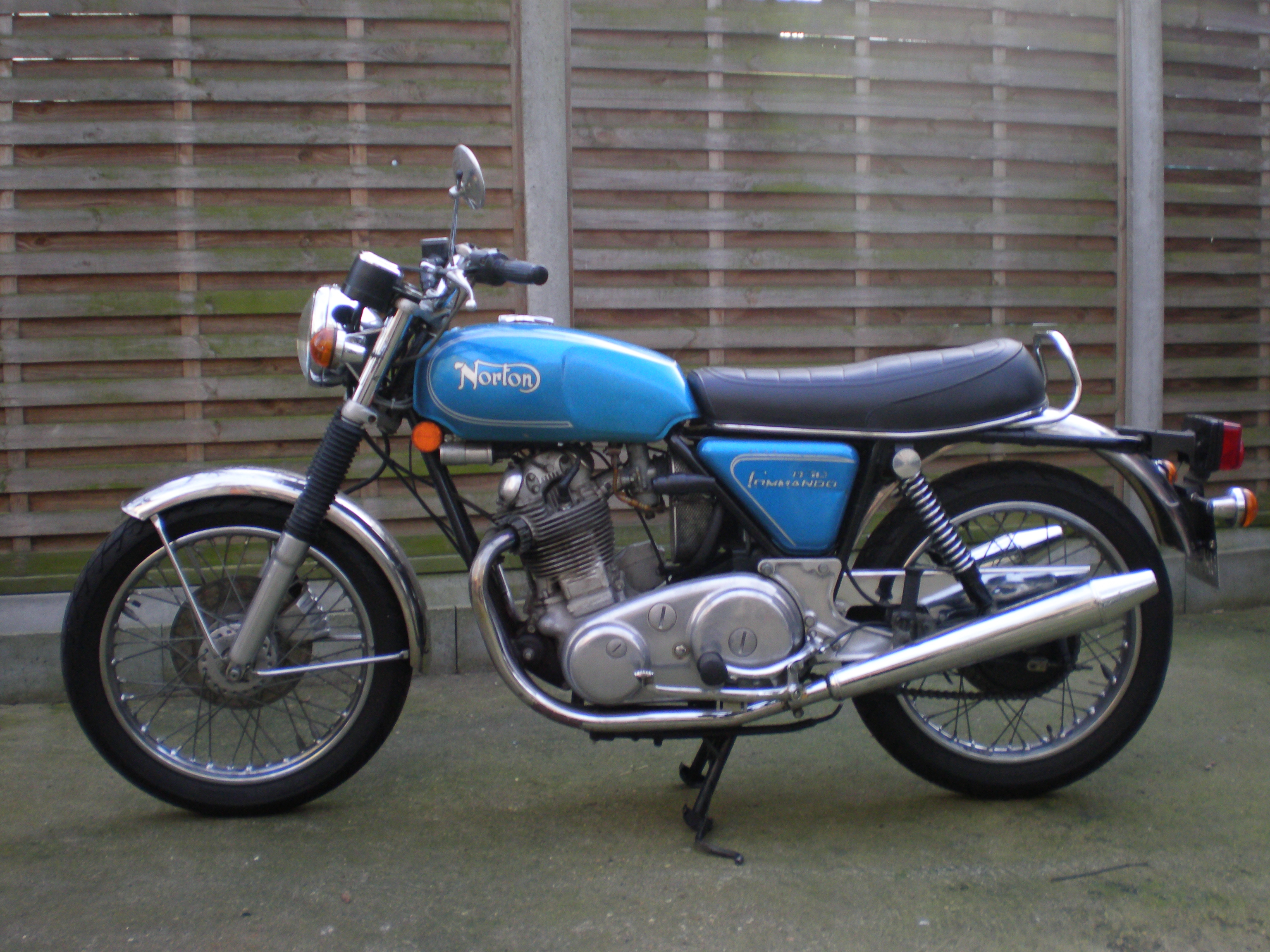
Norton Commando Roadster 1973.

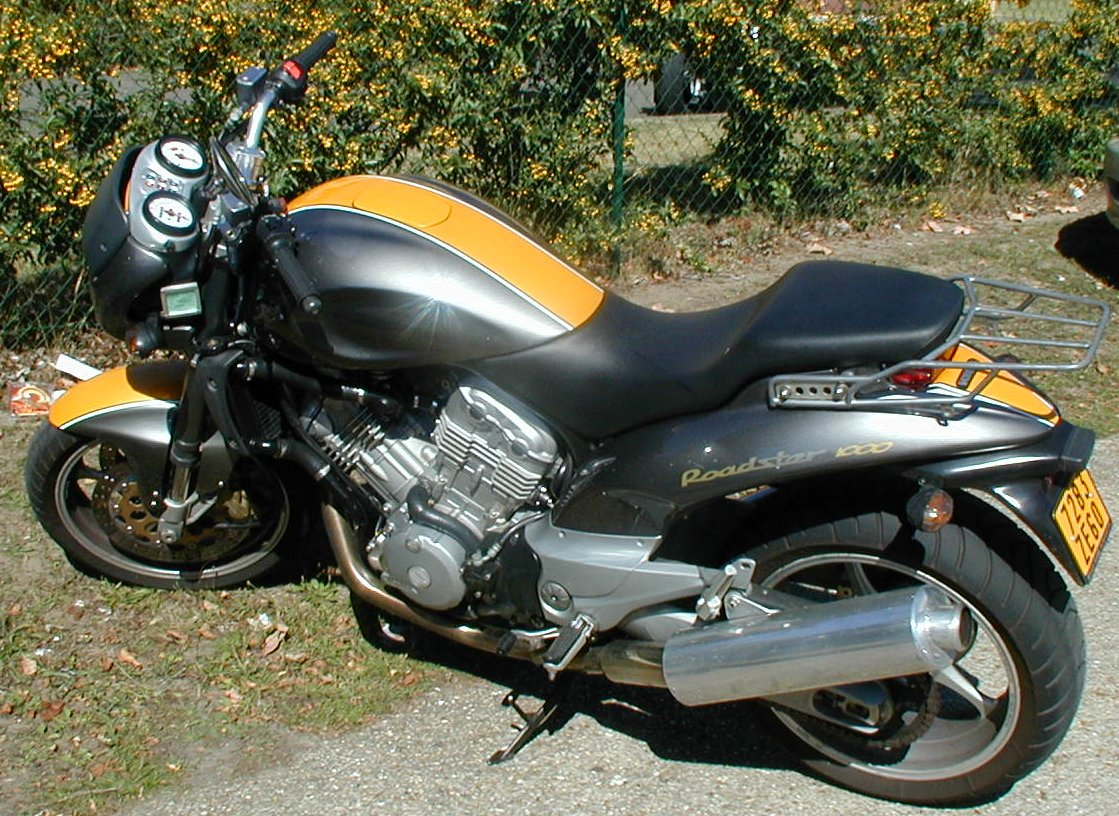
Voxan Roadster.

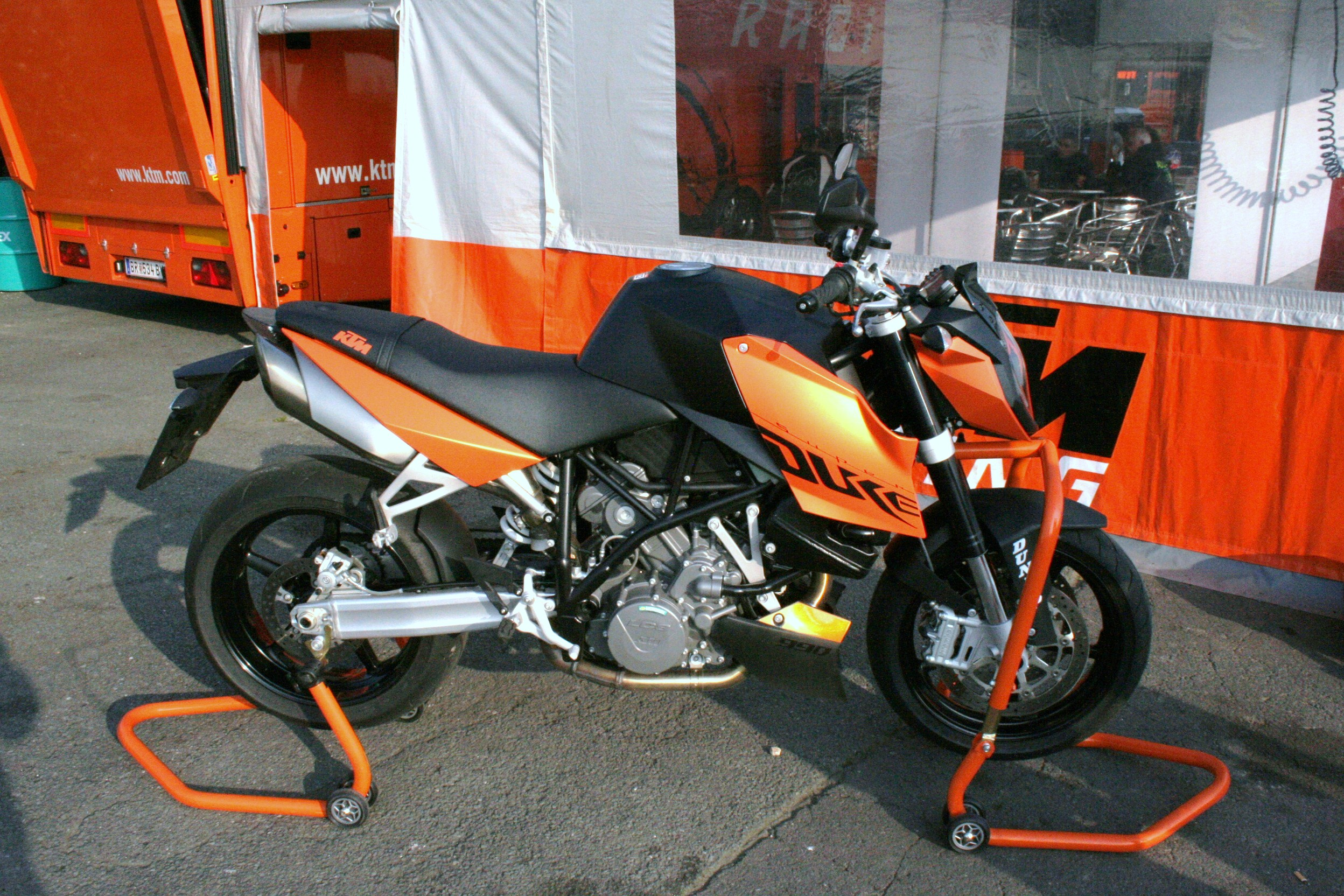
KTM 990 Super Duke.

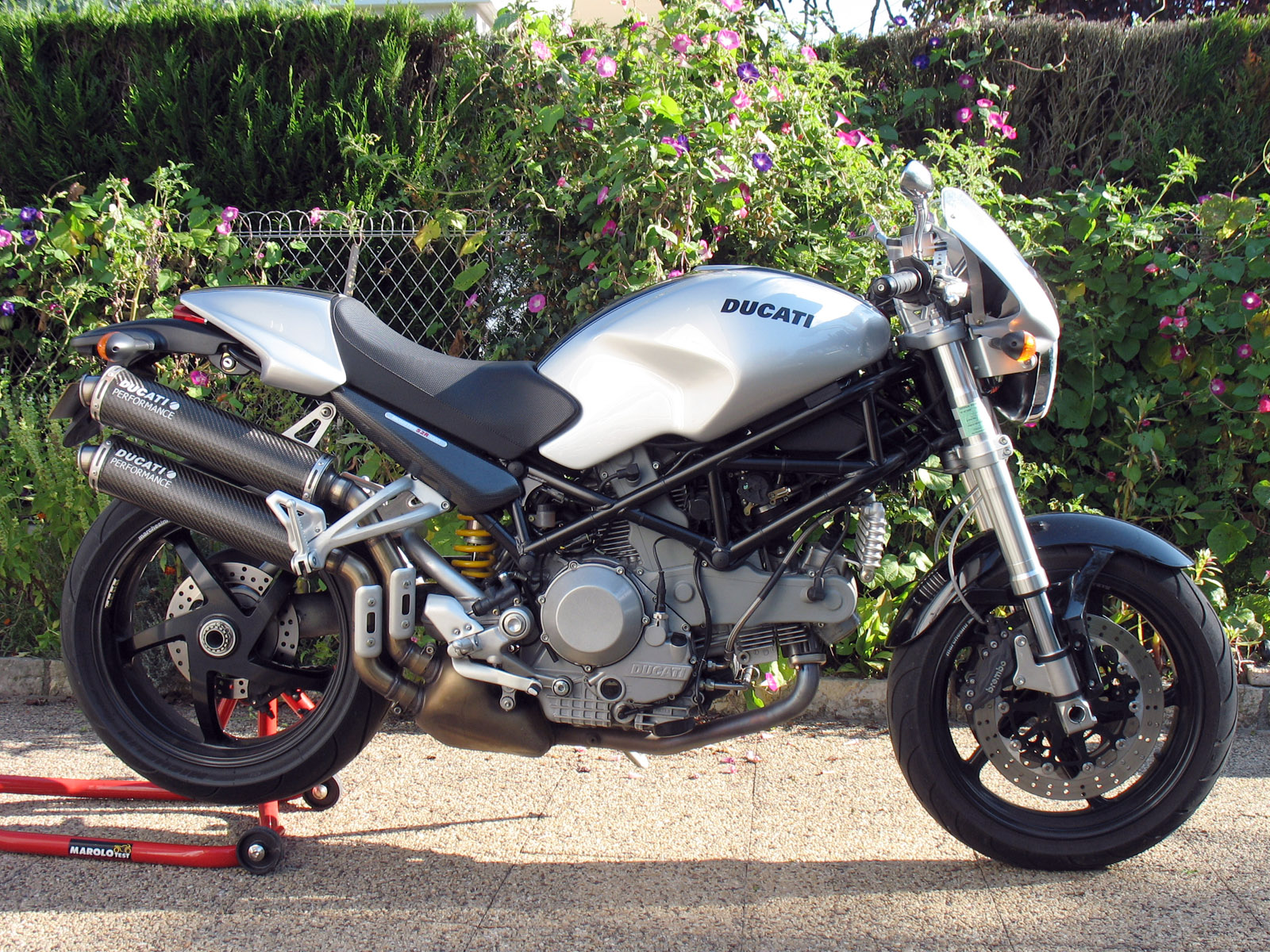
Ducati 1000 Monster S2R.

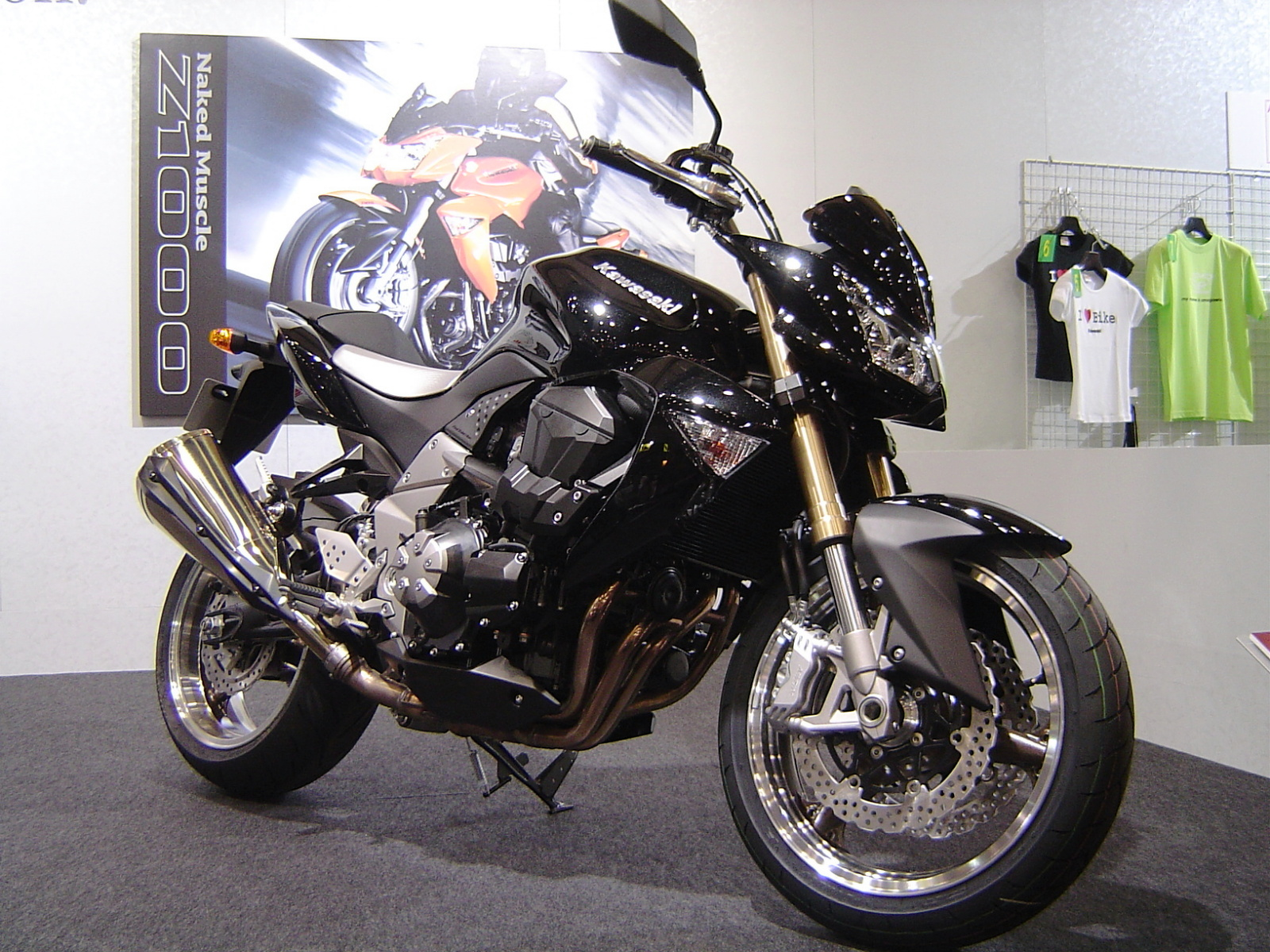
Kawasaki Z 1000.

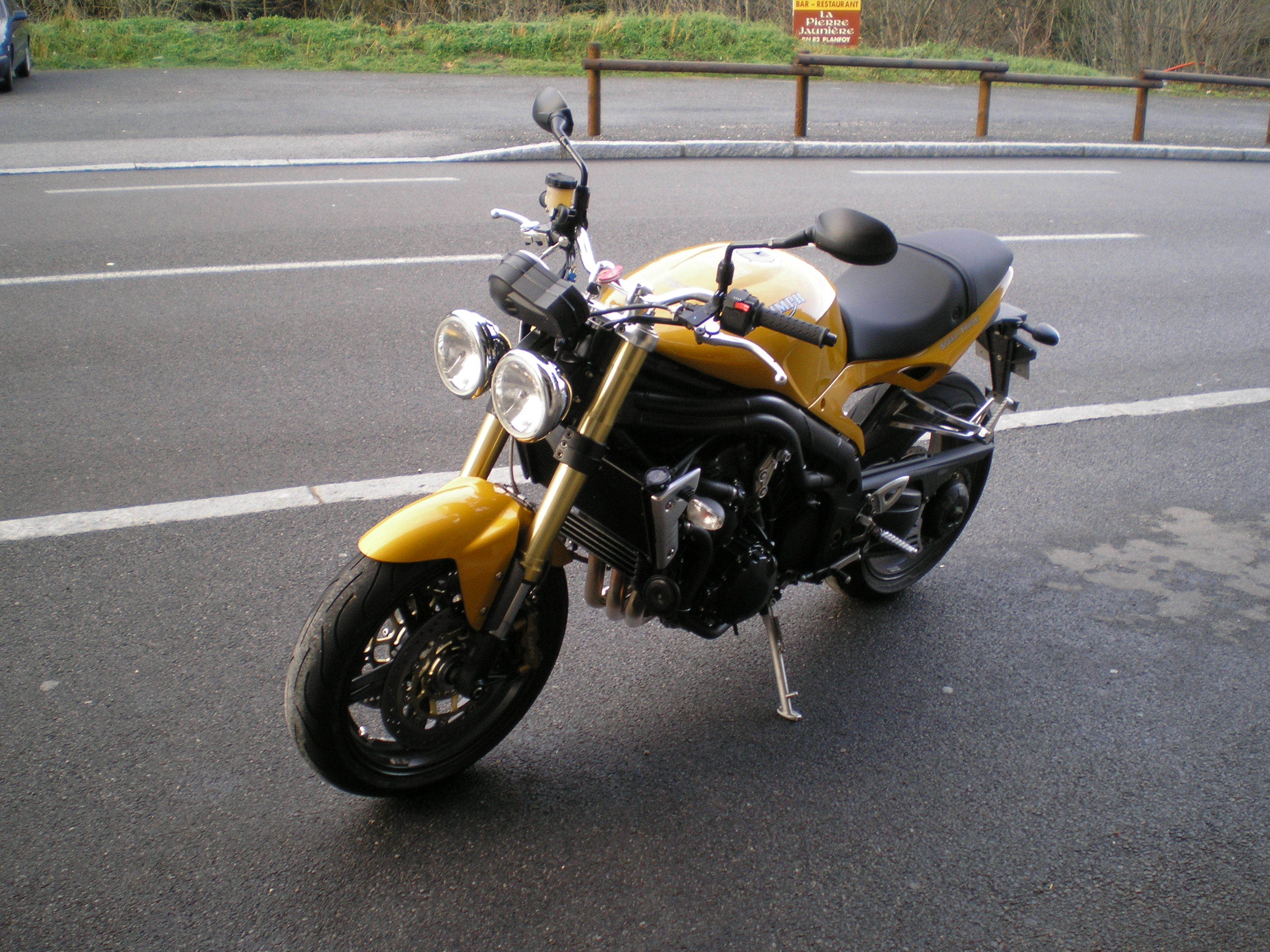
Triumph 1050 Speed Triple.

Un roadster est un type de moto privilégiant la maniabilité et la nervosité sur route (et non en tout-chemins) au détriment du confort ou de la vitesse. Un roadster est en général reconnaissable à son absence de carénage, et une motorisation dont les réglages favorisent le couple et les reprises plutôt que la puissance (bien qu'un sous-classement de type sportive existe). Ce type est à l'aise en ville et sur route sur courte distance.

## Description
Catégorie reine des ventes, les roadsters sont plébiscités pour leur polyvalence, esthétique, convivialité, simplicité et prix. Leur cylindrée habituelle varie de 300 à 900 cm3, avec une nette domination des 600 cm3. Ce sont des motos sans carénages (ou semi-carénées pour les modèles « S »), offrant peu de protection et un confort rudimentaire. Les bloc-moteurs sont généralement déjà éprouvés par des versions antérieures et peu de nouvelles technologies y figurent, ce qui permet d'avoir des prix raisonnables à l'achat. Elles s'utilisent en ville et sur route, l'autoroute étant rapidement épuisante (absence de protection contre le vent). Les roadsters associent plaisir, sportivité, et économie.
En 2002, neuf gros cubes sur dix vendus en France étaient des roadsters (ou assimilés), et le dixième une sportive.

## Historique
La BSA B44 Victor Roadster de 1967 et la Norton Commando Roadster de 1970 reçoivent cette appellation commerciale. Cette dernière est revenue au début des années 1990, vue de façon sceptique au départ par les motards : cette appellation vient du monde automobile et désigne les cabriolets sportifs. Par définition, toutes les motos sont des cabriolets…, quant à la sportivité, dans l'esprit des motards, une moto, même de base, est plus sportive que la majorité des voitures. L'origine de cette appellation est inconnue. 
L'« histoire » dit qu'il s'agit d'un terme qu'un journaliste venant du secteur automobile a donné à une moto qu'il venait d'essayer, la Suzuki Bandit[réf. nécessaire]. Cette appellation s'est répandue dans le milieu de la presse spécialisée. Au début, le terme « roadster » était donné aux engins de base à tendance sportive, comme la Bandit. Mais rapidement, il a été donné aux motos n'entrant pas dans une autre catégorie. La notion de sportivité qui primait au départ a disparu. Preuve s'il en est que cette appellation venant du secteur auto n'est pas adaptée à la moto. Le constructeur Suzuki fut le premier à sortir un modèle de moto de ligne basique, à tendance sportive. Sportive du fait de son moteur plus puissant que celui d'une basique. La Bandit est un succès commercial, les motards appréciant ce style de machine. Tous les constructeurs ont suivi le pas, certains n'ont pas hésité à appeler « roadster » certains modèles de leur gamme, sans qu'ils aient une dose de sportivité comme les BMW R 1150 R et R 850 R. Cette configuration (basique à tendance sportive) est devenue incontournable sur le marché. Aujourd'hui, la tendance à l'accentuation de la sportivité est de mise (moteur de plus en plus puissant, issu des dernières hypersports de la gamme du constructeur, partie-cycle de plus en plus sophistiquée, et prix à la hausse), ce qui fait que le terme « roadster » a, pour certains, perdu une partie de son sens initial : un moteur puissant, deux roues et pratiquement rien d'autre.

## Exemples de modèles
Voici une liste des principaux constructeurs et de leurs modèles « roadster » :
- Aprilia : Tuono, Shiver
- BMW : K 1200 R, R 1200 R, R 1150 R, R 850 R et F 900 R
- Buell : Lightning XB12S et Firebolt XB12R
- Ducati : Mostro/Monster
- Harley-Davidson : Sportster 883 et 1200, V-Rod et Night-Rod Special
- Honda : Big One, CB 1300, CBF 500 et 600, Hornet
- Kawasaki : Z750, Z 1000, ER-5, ER-6, ZR-7
- KTM : 990 Super Duke
- Moto Guzzi : Breva 750, 850, 1100 et 1200, Griso
- MV Agusta : Brutale
- Suzuki : 600 et 1200 Bandit, 650 et 1000 SV, 600 GSR et 750 GSR, GSX 1400
- Triumph : Speed Four, Speed Triple, Street Triple, Bonneville, Thruxton
- Voxan : Roadster
- Yamaha : Fazer, BT Bulldog, XJR, XJN, MT-09, MT-07